# Margherita Maria Alacoque
Margherita Maria Alacoque (Verosvres, 22 luglio 1647 – Paray-le-Monial, 17 ottobre 1690) è stata una monaca cristiana e mistica francese, canonizzata da papa Benedetto XV nel 1920.

## Biografia

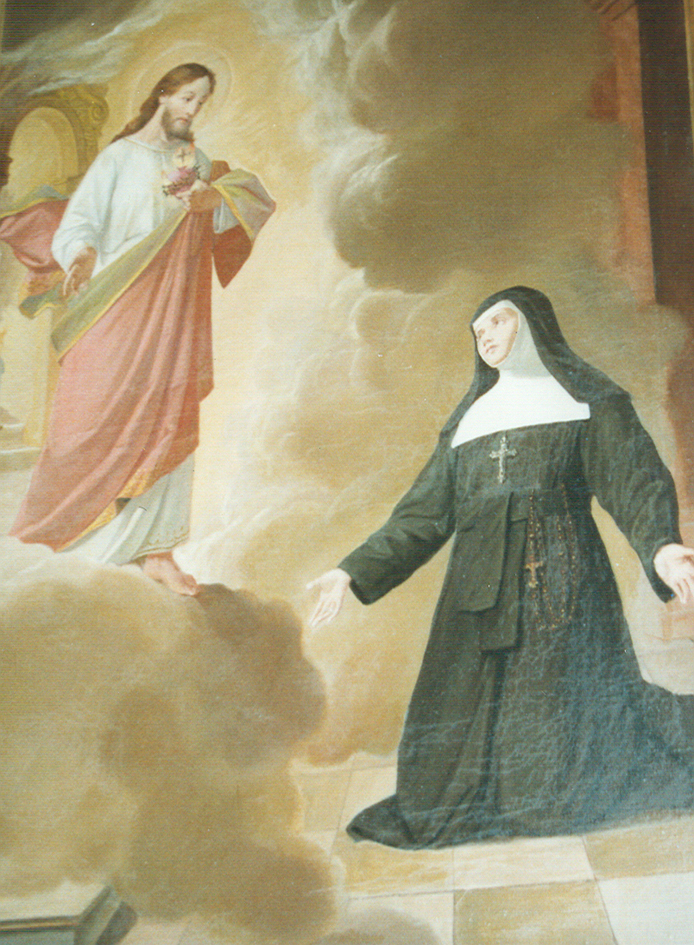
Santa Margherita Maria Alacoque con il Sacro Cuore di Gesù

Margherita Alacoque nacque a Hautecourt, nei pressi di Verosvres, nel dipartimento di Saona e Loira della Borgogna, il 22 luglio 1647. I suoi genitori erano ferventi cattolici; il padre Claudio era notaio e la madre, Philiberte Lamyn, era anch'essa figlia di un notaio. Ebbe quattro fratelli, di cui due, di salute cagionevole, morirono intorno all'età di vent'anni.
Nell'autobiografia Margherita Maria Alacoque narra di aver fatto voto di castità all'età di cinque anni e aggiunge di aver avuto la prima apparizione della Madonna nel 1661. Dopo la morte del padre, avvenuta quando lei aveva otto anni, la madre la inviò in un collegio gestito da suore Clarisse dove, nel 1669, all'età di 22 anni, ricevette la cresima; con l'occasione fece aggiungere al suo nome anche quello di Maria.
Margherita Maria Alacoque decise di entrare in monastero e, nonostante l'opposizione della famiglia che voleva per lei un matrimonio, entrò nell'Ordine della Visitazione.

### Nel monastero di Paray-le-Monial
Dopo alcuni anni di permanenza nel monastero della Visitazione di Paray-le-Monial, il 27 dicembre 1673 Margherita Maria Alacoque riferì di aver avuto un'apparizione di Gesù che le domandava una particolare devozione al suo Sacro Cuore. Margherita Maria Alacoque avrebbe avuto tali apparizioni per 17 anni, sino alla morte.

### L'incontro con Claudio de La Colombière
Per queste presunte apparizioni Margherita Maria Alacoque venne giudicata male dai superiori e osteggiata dalle consorelle, tanto che essa stessa ebbe a dubitare della loro autenticità.
Di diverso parere era il gesuita Claudio de La Colombière, profondamente convinto dell'autenticità delle apparizioni; questi, divenuto direttore spirituale della Alacoque, la difese anche dalla Chiesa locale, la quale giudicava le apparizioni come "fantasie" mistiche.
Divenne maestra delle novizie; all'indomani della sua morte, avvenuta nel 1690, due sue discepole compilarono una Vita di suor Margherita Maria Alacoque.

## Autobiografia

### La richiesta di La Colombière
Margherita Maria Alacoque ricevette dal suo direttore spirituale l'ordine di scrivere le sue esperienze ascetiche. Sebbene avesse acconsentito a motivo del suo voto di obbedienza, ella iniziò l'autobiografia sottolineando tutta la sua repulsione per quanto le veniva richiesto:
Affermò di avere ricevuto in una rivelazione privata la conferma ad andare avanti nello scrivere, seppure dalle sue parole traspaia che ella riteneva i suoi racconti esclusivamente diretti al suo direttore spirituale:

### Vita religiosa e rivelazioni

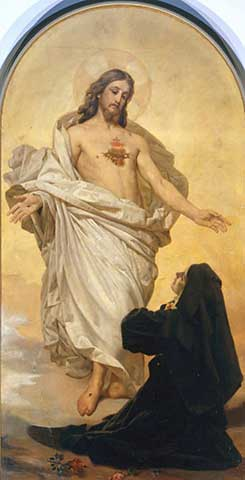
Antonio Ciseri, Visione del Cuore di Gesù di Margherita Maria Alacoque, 1888, Firenze, Chiesa del Sacro Cuore

Dall'autobiografia apprendiamo che ella sentì la vocazione alla vita religiosa fin dall'infanzia, quando neppure comprendeva appieno cosa significasse:
In seguito, racconta che a partire dal 27 dicembre 1673 Gesù le apparve ripetute volte.
In quella che viene chiamata la grande rivelazione, scrive che Gesù le aveva mostrato il suo Sacro Cuore, chiedendole che il venerdì dopo l'ottava del Corpus Domini fosse celebrata una festa per rendere culto al Sacro Cuore stesso.
Alacoque afferma anche di aver ricevuto da Gesù una grande promessa: a chi avesse ricevuto la comunione per nove mesi consecutivi, ogni primo venerdì del mese, sarebbe stato fatto il dono della penitenza finale. Esso consiste nella possibilità per il devoto di non morire in stato di peccato, né senza ricevere i sacramenti.
Margherita Maria prosegue affermando di aver ricevuto per 17 anni rivelazioni, nelle quali Gesù la chiamava "discepola prediletta", comunicandole i "segreti del suo cuore divino" nonché la conoscenza della "scienza dell'amore".
Secondo lei, Gesù le avrebbe affidato anche un'altra missione: il 17 giugno 1689, chiese al re di Francia Luigi XIV la "consacrazione della Francia al suo Sacro Cuore e la sua rappresentazione sugli stendardi del regno".

Come la richiesta di consacrazione della Russia al Cuore Immacolato di Maria, questa domanda è rimasta lettera morta. Certi autori (per esempio l'abate Émile Bougaud nel suo Histoire de la Bienheureuse Marguerite-Marie, Poussielgue, 1874, o il canonico Crépin, in un articolo del Bulletin de l'Œuvre du Sacré-Cœur de Montmartre, ottobre 1915) hanno osservato che esattamente 100 anni più tardi, il 17 giugno 1789, il Terzo Stato ha proclamato l'Assemblea nationale, creando così una rottura con la Francia di Clodoveo. Al contrario, il cardinale Louis Billot, su Le Figaro del 4 maggio 1918, ricordando la sua devozione al Sacro Cuore, ha espresso dei dubbi sull'autenticità della richiesta.

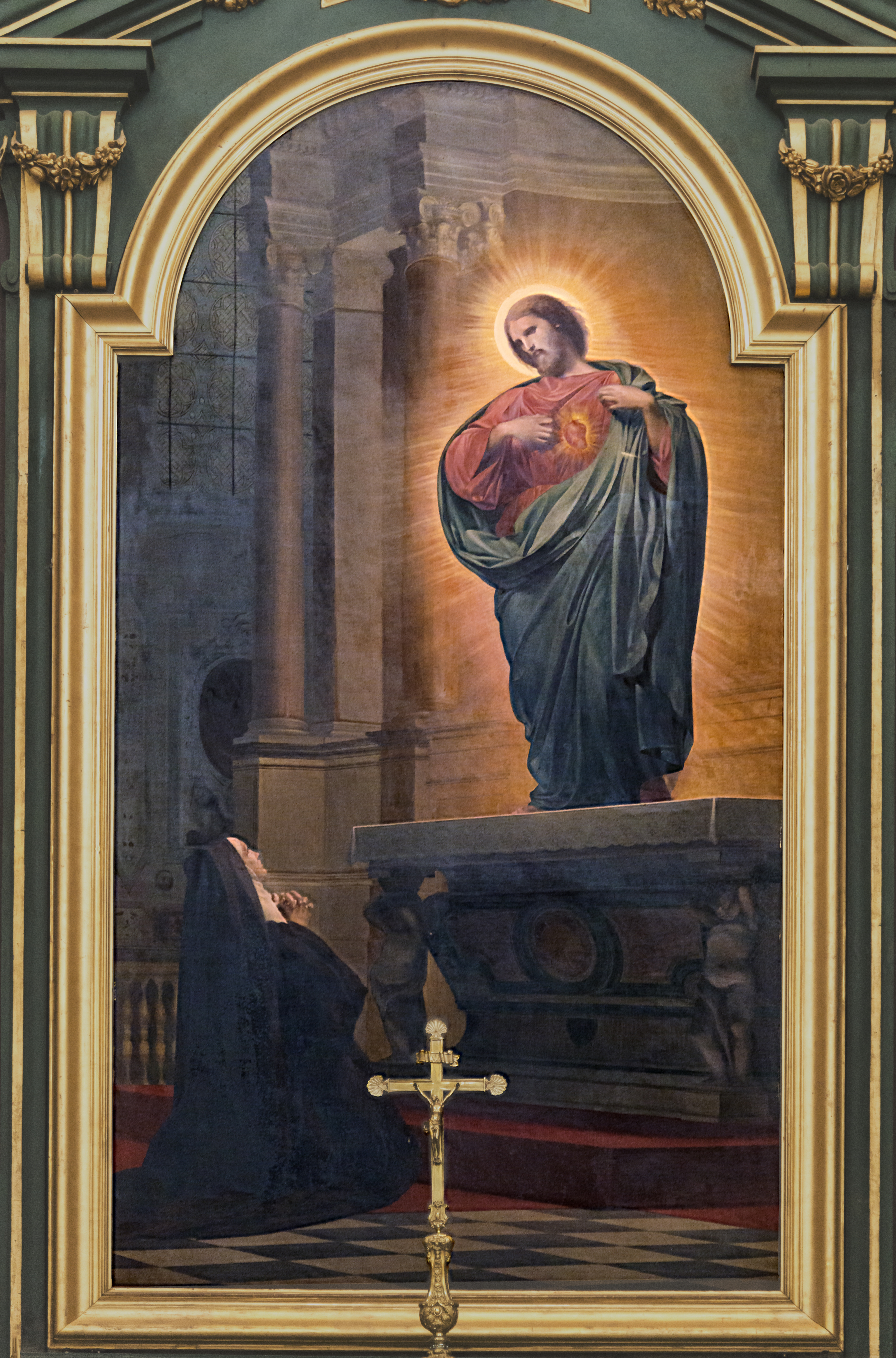
Santa Margherita Maria in adorazione del Sacro Cuore di Gesù

### Le dodici promesse
La "grande promessa" fa parte di un gruppo di dodici promesse che Gesù avrebbe comunicato a Margherita Maria Alacoque tra il 1673 e il 1675:
- 1a Promessa: "La mia benedizione resterà sulle case in cui sarà esposta e venerata l’immagine del mio Sacro Cuore".
- 2a Promessa: "Darò ai devoti del Mio Cuore tutte le grazie necessarie al loro stato".
- 3a Promessa: "Stabilirò e conserverò la pace nelle loro famiglie".
- 4a Promessa: "Li consolerò in tutte le loro afflizioni".
- 5a Promessa: "Sarò un rifugio sicuro nella vita e soprattutto nell’ora della morte".
- 6a Promessa: "Effonderò abbondanti benedizioni sui loro lavori e le loro imprese".
- 7a Promessa: "I peccatori troveranno nel mio Cuore una fonte inesauribile di misericordia".
- 8ª Promessa: "Le anime tiepide diventeranno fervorose attraverso la pratica di questa devozione".
- 9ª Promessa: "Le anime fervorose s’innalzeranno rapidamente a grande perfezione".
- 10ª Promessa: "Darò ai sacerdoti che praticheranno in particolare questa devozione il potere di toccare i cuori più induriti".
- 11ª Promessa: "Le persone che diffonderanno questa devozione avranno il proprio nome inscritto per sempre nel Mio Cuore".
- 12ª Promessa: "A tutti coloro che per nove mesi consecutivi si comunicheranno il primo Venerdì di ogni mese darò la grazia della perseveranza finale e della salvezza eterna".

### Mortificazioni
L'autobiografia di Margherita Maria Alacoque contiene racconti di rivelazioni private ma anche di mortificazioni corporali. La Santa scrisse l'autobiografia in obbedienza a padre Claudio de la Colombière che le ordinò di scrivere tutto quello che avveniva nella sua anima, nonostante la sua estrema ripugnanza nell'eseguire quest'ordine; maturò poi la convinzione che fosse stato Dio stesso a volere questo scritto e ad averla perciò aiutata nella stesura. 
L'autobiografia evidenzia una continua mortificazione corporale segnata dall'uso frequente della disciplina per flagellarsi, dal dormire sui cocci, dal legarsi le dita per poi conficcarvi degli aghi e dal desiderio di essere disprezzata, il quale portava la Santa a volere che «gli altri si ricordassero di me unicamente per disprezzarmi, umiliarmi e insultarmi; le sole cose a me dovute»; si legava, inoltre, con funi e catene in modo così stretto da provocarsi profonde lacerazioni nella carne e più volte si incise sul petto il nome di Gesù, causandosi sofferenze e ferite. La sua volontà di punirsi per il ribrezzo provato nell'assistere alcuni malati la portò a baciarne le piaghe, a mangiarne il vomito — e in merito commentò: «Questo atto mi portò infinite delizie al punto da farmi desiderare di avere tutti i giorni l'opportunità di ripetere simili azioni» — e a riempirsi la bocca con la dissenteria di una malata, che non ingoiò solo perché dissuasa dall'apparizione di Gesù che le rammentava l'obbligo all'obbedienza, il quale non le permetteva di mangiare nulla senza permesso.

## Culto

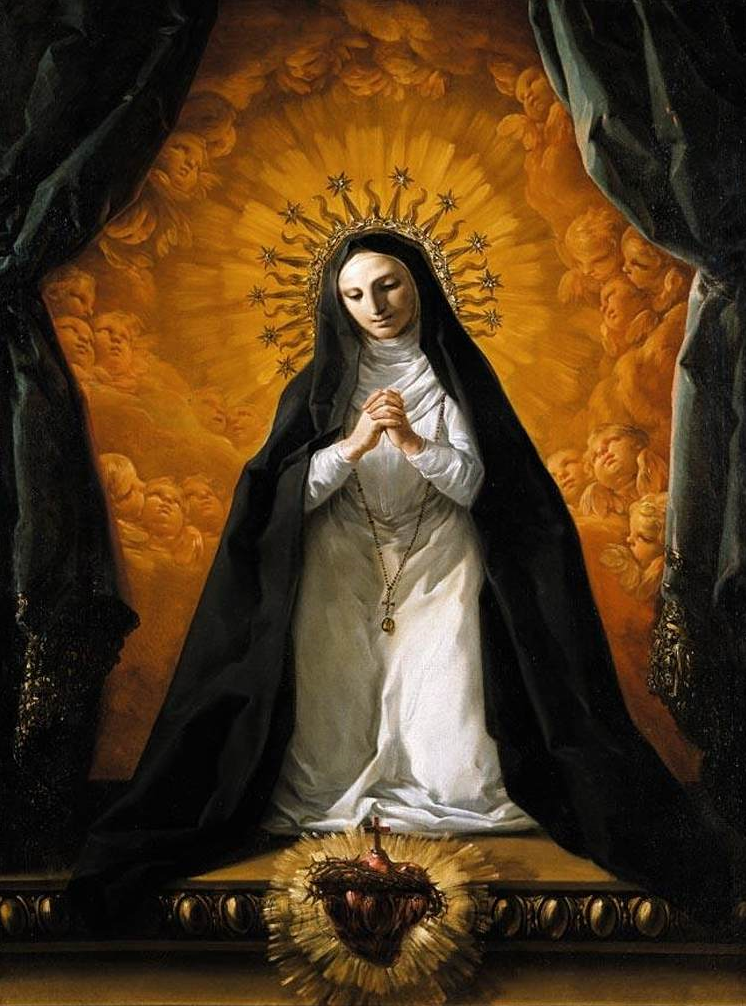
Corrado Giaquinto, Santa Margherita Maria Alacoque in contemplazione del Sacro Cuore di Gesù, 1765 ca., collezione privata

La notorietà di Margherita Maria Alacoque è dovuta al fatto che le rivelazioni che ella raccontò di aver ricevuto portarono allo sviluppo del culto e all'istituzione della solennità liturgica del Sacro Cuore di Gesù. In questo senso Margherita Maria Alacoque si affianca ad altri religiosi, come Giovanni Eudes e il gesuita Claudio de La Colombière, suo padre spirituale, che favorirono tale culto. Il culto del Sacro Cuore di Gesù era già presente in epoca precedente, ma in modo meno popolare; è documentato da evidenti tracce storiche risalenti ai secoli XIII-XIV, soprattutto nella mistica tedesca.
Secondo Margherita, il cuore è la sede della capacità umana di amare e della più vera identità della persona e del Volto di Dio.
In memoria e onore di questo culto venne portata a compimento l'edificazione della basilica del Sacro Cuore nel quartiere di Montmartre a Parigi, accessibile dal 1876.
All'apertura canonica della sua tomba, nel luglio 1830, il corpo di santa Margherita Maria fu trovato incorrotto e tale è rimasto. È conservato sotto l'altare della cappella della Visitazione di Paray-le-Monial.
Il 18 settembre 1864 Margherita Maria Alacoque fu beatificata da papa Pio IX, per essere poi canonizzata nel 1920 da papa Benedetto XV. La sua memoria liturgica ricorre il 16 ottobre o il 17 ottobre nella Messa tridentina, mentre nel calendario delle ricorrenze religiose la festa in onore del Sacro Cuore di Gesù è stata stabilita per il venerdì successivo all'ottava del Corpus Domini.
Nel 1928 papa Pio XI ribadì, nell'enciclica Miserentissimus Redemptor, che Gesù "si era manifestato a Santa Margarita Maria", sottolineandone la somma importanza per la Chiesa cattolica.

## Opere
Istruzioni, Preghiere e cantici, e un'autobiografia. Nella prima edizione del 1920, la più completa mai data alle stampe, questi scritti non superavano nell'insieme le ottocento pagine.